# Poiseux
Poiseux település Franciaországban, Nièvre megyében. Lakosainak száma 329 fő (2022. január 1.). Poiseux Beaumont-la-Ferrière, Guérigny, Nolay, Saint-Aubin-les-Forges, Sichamps és Vaux d’Amognes községekkel határos.

## Népesség
A település népességének változása:
| Lakosok száma | 340  | 340  | 341  | 334  | 331  | 328  | 329  | 328  | 329  |
|               | 2013 | 2015 | 2016 | 2017 | 2018 | 2019 | 2020 | 2021 | 2022 |